# Tauraa Marmouyet
Tauraa Marmouyet, né le 10 février 1991, est un footballeur international tahitien, évoluant au poste de défenseur.

## Carrière
Défenseur de l'AS Tefana (finaliste de la ligue des champions de l'OFC 2012), Tauraa Marmouyet a été international tahitien à treize reprises entre 2011 et 2012. Bien qu'ayant disputé les éliminatoires du Mondial 2014, il n'est pas dans la liste des sélectionnés des Toa Aito pour la Coupe des Confédérations 2013. À part cela, il participe aux Jeux du Pacifique 2011 et à la Coupe de l'Outre-Mer 2012.